# 金牛座119
金牛座119，又名BD+18 875，HD 36389、SAO 94628、HR 1845，是金牛座的一颗恒星，它是一顆紅超巨星。它的视星等为4.38，位于銀經187.18，銀緯-8.07，其B1900.0坐标为赤經5h 26m 20.9s，赤緯+18° -8.07′ 12″。

## 物理特徵
金牛座119的質量大約是太陽的8倍(另有指它的質量是太陽的12-16倍，與心宿二相若)，直徑大約是太陽的600倍，而亮度則為太陽的42000倍(亦有指它的亮度是太陽的60000倍)。它的表面溫度大約是3400k。
金牛座119是一顆紅超巨星，亦有指它是一顆超漸近巨星分支星(比一般的漸近巨星分支類恆星的質量為高，大約是太陽的7-10倍。)金牛座119與大多的紅超巨星的命運一樣，它將會爆炸為超新星，之後形成一顆中子星。即使它是超漸近巨星分支星，它亦會透過電子捕獲的方式成為一顆超新星。